# XML Resource
XML ResourCe (XRC) – typ pliku XML pozwalający na niezależny od platformy opis okien w GUI. Wykorzystuje go biblioteka wxWidgets.
Istnieje szereg narzędzi takich jak wxGlade czy XRCed, dzięki którym możliwa jest graficzna edycja plików XRC.